# La Prensa
La Prensa är en argentinsk tidning utgiven i Buenos Aires grundad 1869, under början av 1900-talet var den Argentinas största tidning och den mest spridda spanskspråkiga tidningen överhuvudtaget.
Under 1940-talet ledde La Prensa oppositionen mot Juan Perón. Den övertogs senare av peronisterna vilka utgav tidningen 1951–1955 men den kom därefter att privatiseras.